# Soumont-Saint-Quentin

Soumont-Saint-Quentin este o comună în departamentul Calvados, Franța. În 1 ianuarie 2022 avea o populație de 635 de locuitori.